# The Artist's Dream
Pour plus de détails, voir Fiche technique et Distribution.
The Artist's Dream ou  The Dachshund and the Sausage est un film muet américain réalisé par John Randolph Bray, sorti en 1913.

## Synopsis
Un artiste dessine une scène avec un chien allongé à côté d'un meuble. Alors que le dessinateur s'absente quelques minutes, le chien du dessin s'anime et fait preuve d'ingéniosité pour jouer des tours à son créateur...

## Fiche technique
- Titre : The Artist's Dream
- Titre alternatif :  The Dachshund and the Sausage
- Réalisation :	John Randolph Bray
- Scénario :
- Photographie :
- Montage :
- Musique :
- Direction artistique :
- Décors :
- Costumes :
- Son :
- Producteur :
- Société de production : Frères Pathé, J.R. Bray Studios
- Société de distribution :
- Budget :
- Pays d'origine :  États-Unis
- Langue :
- Format :
- Genre :
- Durée : 5 minutes
- Date de sortie :
  - États-Unis : 12 juin 1913